# رامبون البرشلوني
رامبون ( رامبو ) هو الكونت الثاني لمقاطعتي برشلونة وأوسونا الكطالونيتان منذ سنة 820 حتى وفاته سنة 825.

## توليه الحكم
منح رامبون مقاطعة برشلونة، من قبل لويس الورع ، ملك أقطانية ، بعد أن اتهم بيرا بالخيانة.   خلال الفترة التي قضاها ككونت لبرشلونة، أسس رامبون عدة أديرة، كلها ذات أصل إفرنجي، وبالتالي نشر الهيمنة الكارولنجية في جميع أنحاء الثغر الإسبانية . 
كان رامبون كونتا على برشلونة وجرندة وبيسالو، ولكن من المحتمل أنه كان مرغريفا ؛ إذ كان هذا اللقب مخصصًا فقط لحكام المقاطعات الحدودية.

## إغارته على أراضي الأندلس
في عام 821، أمر مجلس آخن رامبون بمهاجمة الأندلس،  فأغار واستباح أراضيها حتى نهر سيغري سنة 822 . فمنح لويس الورع، امتيازات لدير سانت ستيفن في بانيول . 

## وفاته
توفي رامبون عام 825  ومع ذلك، لم يعين لويس خليفته إلا في فبراير 826، وكان خلفه برنارد السبتماني ، ابن ويليام الجيلوني ، كونت تولوز .